# Kroppa socken
Kroppa socken i Värmland ingick i Färnebo härad, ingår sedan 1971 en del av Filipstads kommun och Storfors kommun och motsvarar från 2016 Kroppa distrikt.
Socknens areal är 251,40 kvadratkilometer varav 216,99 land (före utbrytning av Storfors köping). År 1949 fanns här 2 573 invånare. Tätorten Nykroppa med sockenkyrkan Kroppa kyrka ligger i socknen.   

## Administrativ historik
Socknen bildades genom en utbrytning 1624 ur Färnebo socken. 1643 utbröts Lungsunds socken.
Vid kommunreformen 1862 övergick socknens ansvar för de kyrkliga frågorna till Kroppa församling och för de borgerliga frågorna bildades Kroppa landskommun. Ur landskommunen utbröts 1950 Storfors köping och resterande område uppgick 1971 i Filipstads kommun. Ur församlingen utbröts 1960 Storfors församling Församlingen uppgick 2010 i Filipstads församling.
1 januari 2016 inrättades distriktet Kroppa, med samma omfattning som församlingen hade 1999/2000.
Socknen har tillhört län, fögderier, tingslag och domsagor enligt vad som beskrivs i artikeln Färnebo härad.

## Geografi
Kroppa socken ligger sydost om Filipstad kring  sjöarna Östersjön och Yngen. Socknen är en starkt kuperad sjörik skogsbygd med höjder som i nordost når 353 meter över havet.

## Fornlämningar
Boplatser från stenåldern har påträffats.

## Namnet
Namnet skrevs 1611 Kråppa Gårdh och avsåg då en gård där sedan orten Nykroppa växt fram och hyttan som 1540 skrevs Nykroppens hytte. Namndelen kropp, 'klump, förhöjning' är oklart vad som åsyftas.

## Befolkningsutveckling
| Befolkningsutvecklingen i Kroppa socken 1750–1990 | Befolkningsutvecklingen i Kroppa socken 1750–1990 | Befolkningsutvecklingen i Kroppa socken 1750–1990 | Befolkningsutvecklingen i Kroppa socken 1750–1990 | Befolkningsutvecklingen i Kroppa socken 1750–1990 |
| --- | ------------------------------------------------- | ------------------------------------------------- | ------------------------------------------------- | ------------------------------------------------- |
| |                                                   |                                                   |                                                   |                                                   |
| År |                                                   |                                                   | Folkmängd                                         |                                                   |
| 1750 | 1750                                              |                                                   | 1 060                                             |                                                   |
| 1760 | 1760                                              |                                                   | 1 129                                             |                                                   |
| 1769 | 1769                                              |                                                   | 1 080                                             |                                                   |
| 1780 | 1780                                              |                                                   | 1 159                                             |                                                   |
| 1790 | 1790                                              |                                                   | 1 183                                             |                                                   |
| 1800 | 1800                                              |                                                   | 1 226                                             |                                                   |
| 1810 | 1810                                              |                                                   | 1 129                                             |                                                   |
| 1820 | 1820                                              |                                                   | 1 191                                             |                                                   |
| 1830 | 1830                                              |                                                   | 1 317                                             |                                                   |
| 1840 | 1840                                              |                                                   | 1 388                                             |                                                   |
| 1850 | 1850                                              |                                                   | 1 683                                             |                                                   |
| 1860 | 1860                                              |                                                   | 2 214                                             |                                                   |
| 1870 | 1870                                              |                                                   | 2 337                                             |                                                   |
| 1880 | 1880                                              |                                                   | 2 587                                             |                                                   |
| 1890 | 1890                                              |                                                   | 2 716                                             |                                                   |
| 1900 | 1900                                              |                                                   | 2 912                                             |                                                   |
| 1910 | 1910                                              |                                                   | 3 794                                             |                                                   |
| 1920 | 1920                                              |                                                   | 4 283                                             |                                                   |
| 1930 | 1930                                              |                                                   | 4 254                                             |                                                   |
| 1940 | 1940                                              |                                                   | 5 223                                             |                                                   |
| 1950 | 1950                                              |                                                   | 6 150                                             |                                                   |
| 1960 | 1960                                              |                                                   | 6 639                                             |                                                   |
| 1970 | 1970                                              |                                                   | 6 014                                             |                                                   |
| 1980 | 1980                                              |                                                   | 5 298                                             |                                                   |
| 1990 | 1990                                              |                                                   | 4 648                                             |                                                   |
| Anm: Storfors bröts ut som köping 1950 (sedan 2016 ett distrikt), men är inkluderad i tabellen. Källor: Umeå universitet - Tabellverket 1749-1859, Demografiska databasen, CEDAR, Umeå universitet. |                                                   |                                                   |                                                   |                                                   |